# El Punt
El Punt fue un diario español en lengua catalana editado en Gerona entre 1979 y 2011. Diario de ámbito comarcal, con posterioridad se unió al diario catalanista Avui para formar El Punt Avui.

## Historia
El diario vio la luz el 24 de febrero de 1979, bajo el subtítulo de Diari independent, catala, comarcal i democrátic. Fue fundado por Pius Pujades y Just M. Casero. Denominado inicialmente «Punt Diari», con posterioridad pasaría a llamarse El Punt.
Editado en Gerona, inicialmente fue un diario de ámbito comarcal. En pocos años la publicación creció en número de lectores y consiguió sobrepasar al hasta entonces diario hegemónico de Gerona, Los Sitios, extendiéndose posteriormente fuera de la provincia de Gerona. Durante algún tiempo llegó a lanzar ediciones semanales en catalán en Perpiñán y Valencia.
El 24 de febrero de 2009, con motivo del 30.º aniversario del periódico, se puso en funcionamiento la edición digital con la inauguración de la página web.
El 27 de noviembre de 2009, el grupo Hermes Comunicacions, empresa editora de El Punt, adquirió el 100% de las acciones de las acciones del diario Avui. Finalmente, el 31 de julio de 2011, las dos cabeceras del grupo, Avui y El Punt, se fusionan formando el nuevo diario El Punt Avui.

## Directores
- 1979: Jordi Negre.
- 1979-1980: Carles Sánchez-Costa.
- 1980: Xavier Roig.
- 1980-1982: Pius Pujades.
- 1982-1985: Josep Collelldemont.
- 1985: Jaume Fabra.
- 1985-1986: Carles Revés.
- 1986-1989: Enric Matarrodona.
- 1989-1992: Joan Vall Clara.
- 1992-2011: Emili Gispert.